# Le Baiser (Maupassant)
Pour les articles homonymes, voir Le Baiser.
Le Baiser est une nouvelle de Guy de Maupassant, parue en 1882.

## Historique
Le Baiser est initialement publiée dans la revue Gil Blas du 14 novembre 1882, sous le pseudonyme Maufrigneuse.  

## Résumé
La vieille tante Colette écrit une longue lettre à sa nièce. Elle lui donne des conseils de femme à celle qui vient d’être abandonnée par son mari.
Sa principale remarque tient en ce que sa nièce embrasse trop. Les femmes doivent user du charme, de la caresse et user de diplomatie pour régner. Leur puissance vient du baiser qui doit être une préface charmante et qu’il convient de ne pas émousser.
Il ne faut pas embrasser quand l’autre n’en a pas envie, il ne faut pas le lasser par « l’obstination des lèvres tendues » et de lui rappeler une scène où elle avait quasiment obligé son mari à l’embrasser, pour lui dire finalement « Comme tu embrasses mal », et de conclure « un baiser maladroit peut faire bien du mal ».

## Éditions
- Le Baiser, Maupassant, contes et nouvelles, texte établi et annoté par Louis Forestier, Bibliothèque de la Pléiade, éditions Gallimard, 1974  (ISBN 978 2 07 010805 3).